# 녹번로
녹번로(Nokbeon-ro)는 서울특별시 은평구 녹번동에 있는 서울특별시도로, 총 연장은 795m이다. 이름이 유래된 것은 녹번동 지명을 사용하여 부여되었다.

## 역사
- 2010년 6월 10일 : 도로명으로 녹번로를 고시

## 주요 경유지
- 은평구
  - 녹번동

## 접촉하는 도로
- 서오릉로
- 통일로

## 주요 건물 및 시설
- 청운빌딩 (녹번로 6/녹번동 83-20)
- 세민HIPARK (녹번로 8/녹번동 83-51)
- 예전빌딩 (녹번로 9/녹번동 82-11)
- 세민빌딩 (녹번로 10/녹번동 83-50)
- 글로리빌 (녹번로 12/녹번동 83-8)
- 은평문화예술회관 (녹번로 16/녹번동 85-4)
- 명신샤인빌 (녹번로 32/녹번동 100-40)
- 구상빌딩 (녹번로 34/녹번동 100-39)
- N-갤러리아 (녹번로 39/녹번동 98-7)
- 현대아파트 (녹번로 40/녹번동 100-55)
- 굿모닝기룡아파트 (녹번로 45/녹번동 96-6)